# Gerolamo Landi
Gerolamo Landi (Venezia, ... – Venezia, 16 ottobre 1493) è stato un patriarca cattolico, arcivescovo cattolico e diplomatico italiano, arcivescovo di Candia e patriarca titolare di Costantinopoli.

## Biografia
Sebbene non fosse tecnicamente un nunzio apostolico, nel 1459 Landi divenne uno dei primi delegati papali in Polonia. Fu inviato in missione diplomatica a Cracovia da Papa Pio II per cercare di porre fine alla Guerra dei Tredici Anni (1454-66) tra il Regno di Polonia, alleato della Confederazione Prussiana, e l'Ordine dei Cavalieri Teutonici. Landi sperava di ottenere il sostegno di Casimiro IV contro gli Ottomani, che avevano conquistato Costantinopoli nel 1453. Ma la guerra contro i Cavalieri Teutonici continuò per altri sette anni e Costantinopoli rimase in mano ai turchi.
Tuttavia, la Santa Sede continuò a inviare legati papali e il primo nunzio apostolico permanente in Polonia fu il vescovo Luigi Lippomano, nominato nel 1555 da papa Giulio III e inviato in Polonia da papa Paolo IV.
Landi fu patriarca titolare di Costantinopoli dal 1474 al 1493.